# حزب العمال الديمقراطي الاجتماعي
حزب العمال الديمقراطي الاجتماعي (بالهولندية: Sociaal-Democratische Arbeiderspartij)‏ هو حزب سياسي هولندي، أسس في 1894.

## أعضاء بارزون
- كود سباركل
- تحديث القائمة

- ويلم دريس
- Herman Gorter (1897 - 1909)
- هنرييت رولاند هولست (1897 - 1912)
- Pieter Jelles Troelstra
- Henk Sneevliet
- Hendrik Brugmans
- هنري بولاك
- Suze Groeneweg
- جورج فان دن بيرغ
- Sebald Rutgers